# 浪漫 〜MY DEAR BOY〜
『浪漫 〜MY DEAR BOY〜』（ろまん〜マイ・ディア・ボーイ）は、モーニング娘。の22枚目のシングル。2004年5月12日に発売された。

## 概要
安倍なつみ卒業後初のシングル。モーニング娘。主演2004年ミュージカル『HELP!!熱っちぃ地球を冷ますんだっ。』のテーマソング。初回限定盤は三方背BOX仕様で、折込ポスター封入。
表題曲「浪漫 〜MY DEAR BOY〜」の演奏には、川添智久（LINDBERG）、KONTA（BARBEE BOYS）、土橋安騎夫（レベッカ）による1980年代・1990年代に一世を風靡したロックバンドのメンバーが多数参加した。センターは藤本美貴、メインボーカルは石川梨華、藤本美貴、高橋愛。

## 収録曲
全作詞・作曲：つんく
1. 浪漫 〜MY DEAR BOY〜
編曲：鈴木俊介
2. ファインエモーション!
編曲：鈴木Daichi秀行
3. 浪漫 〜MY DEAR BOY〜 (Instrumental)

## 参加メンバー
- 1期：飯田圭織
- 2期：矢口真里
- 4期：石川梨華、吉澤ひとみ、辻希美、加護亜依
- 5期：高橋愛、紺野あさ美、小川麻琴、新垣里沙
- 6期：藤本美貴、亀井絵里、道重さゆみ、田中れいな

## 参加ミュージシャン
- 鈴木俊介 - プログラミング&ギター(1)
- 川添智久 - ベース(1)
- KONTA - ソプラノサクソフォーン(1)
- 土橋安騎夫 - キーボード(1)
- つんく♂ - コーラス(1)
- 鈴木Daichi秀行 - 全楽器(2)
- 竹内浩明 - コーラス(2)

## 収録アルバム
- 愛の第6感
- モーニング娘。 ALL SINGLES COMPLETE 〜10th ANNIVERSARY〜
- モーニング娘。ベストセレクション 〜The 25周年〜（23 Ver.）